# 伴性遗传
性聯遺傳即遗传基因位于性染色体上的遗传现象。

湯瑪斯·摩根的果蠅雜交實驗。其結果顯示：決定果蠅眼睛顏色的基因位於X染色體上。

男性个体的X染色体一定是来源他的母亲，而他本人又一定是将其传给女儿，不会传给他的儿子；然而，女性个体的两条X染色体分别来源于她的父亲和母亲，而她本人又可传给儿子，也可传给女儿，而且传给儿子和女儿的概率是相等的。然而，对于Y染色体，是来源于亲代男方，也一定是传给下一代的男方，所以它是在世代男性个体中直线下传。
对于男性个体来说，其性染色体上的基因座位都是半合子，由此导致其座位上基因的显隐性与常染色体上显隐性的表现形式的差异。
貓毛色是性聯遺傳，造成的結果有橘子貓公貓較多，約佔2/3， 三花貓99%是母貓及偶見不孕公貓。
大多数伴性遗传致病基因位于X染色体上，诸如上述红绿色盲、血友病以及蠶豆症等，也有少部分存在于Y染色体上，例如人类外耳道多毛症。